# 短管龙胆
短管龙胆（学名：Gentiana sichitoensis）为龙胆科龙胆属的植物。分布在缅甸东北部以及中国大陆的云南、西藏等地，生长于海拔3,300米至4,200米的地区，常生长在山坡草地、石质山坡和竹灌丛中，目前尚未由人工引种栽培。